# Apollo Mlochowski de Belina
Pour les articles homonymes, voir Belina (homonymie).
Apollo Mlochowski de Belina, (en pol. Młochowski h. Belina) né le 8 avril 1837 à Épinal et mort à Paris le 18 septembre 1887, est un homme de lettres et journaliste français, d'origine polonaise.

## Biographie
Appollon Hippolyte Mlochowski est le fils d'Hippolyte Młochowski, officier polonais réfugié et d'Antoinette Heilmann.
Il écrit et collabore avec différents journaux russes et polonais.
En 1866, il épouse Joséphine Leloup (1846-1908), à Paris, avec pour témoins majeurs de la cérémonie Auguste Vermorel et Jules Vallès.
Il meurt à son domicile parisien de la rue Pierre-le-Grand à l'âge de 50 ans.

## Publications
- Le Salut de l'Espagne [6]
- Nos peintres dessinés par eux-mêmes[7]
- Les Polonais et la commune de Paris[8]
- De Paris à Plevna. Journal d'un journaliste
- Le Catholicisme romain et l'hortodoxie russe
- Un centenaire: réunion du Grand-Duché de Lithuanie à l'ancien royaume de Pologne